# Quinhámel
Quinhámel est une ville de Guinée-Bissau située dans la région de Biombo. Sa population est estimée à 2 887 habitants en 2008.

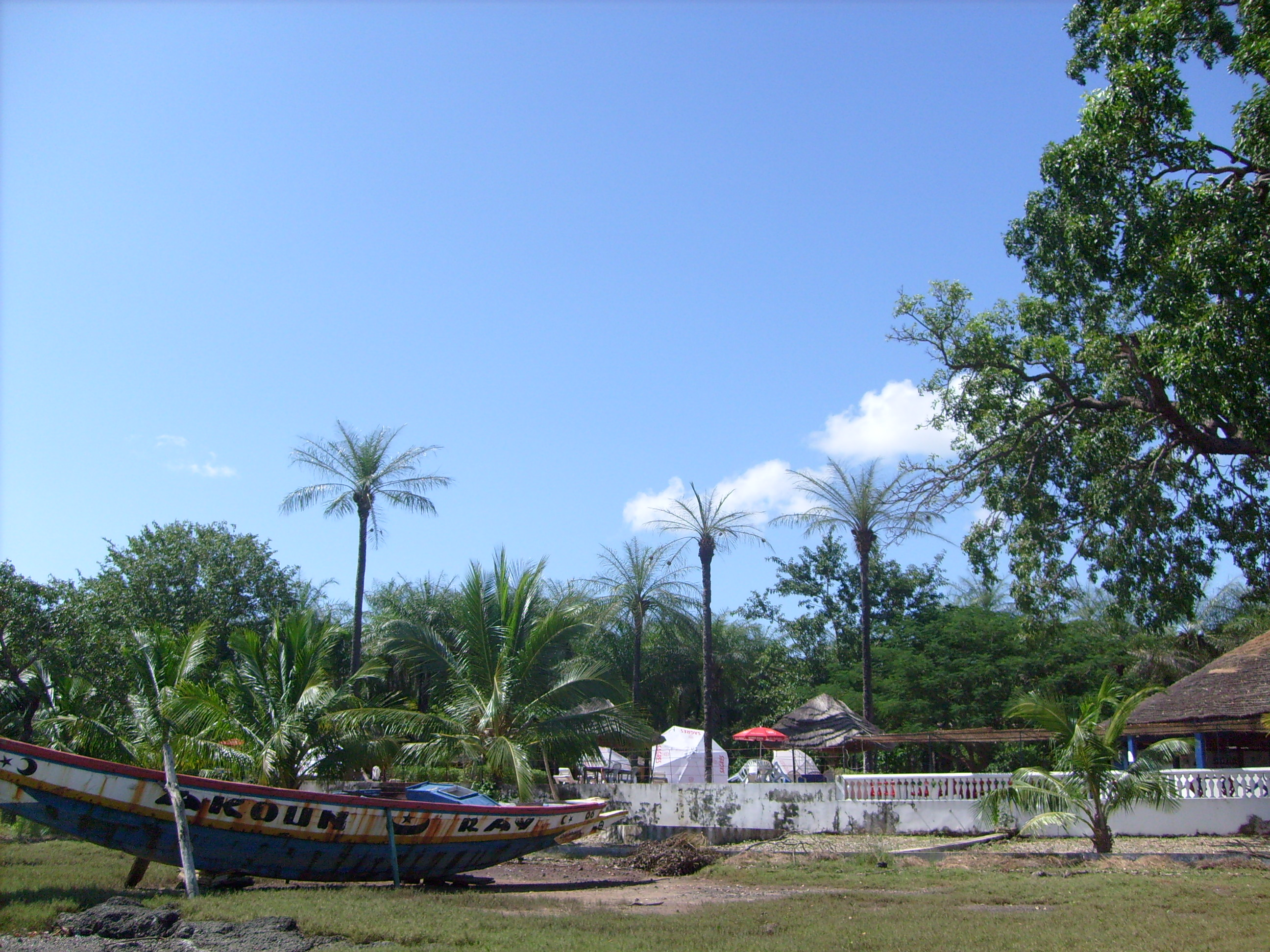
Des zones côtières à l'Hôtel Mar Azul, siégeant en tant que port pour les bateaux privés.